# Entorhipidium
Entorhipidiidae
Genre
Entorhipidium, unique représentant de la famille des Entorhipidiidae, est un genre de Ciliés de l’ordre des Scuticociliatida (classe des Oligohymenophorea).

## Étymologie
Le nom de genre Entorhipidium, composé du préfixe ento-, « au dedans », et du suffixe rhipid (du grec ριπιδ / ripid, « éventail », littéralement « éventail interne », probablement en référence à la forme de ces ciliés et le fait qu'ils vivent à l'intérieur d'oursins.

## Description
Les Entorhipidium ont une taille moyenne (80 à 200 µm) à grande (> 200 µm). Leur forme est aplatie latéralement, avec la présence d'une suture proéminente sur la large extrémité antérieure, et l'extrémité postérieure effilée vers la queue. Leur ciliation somatique est holotriche (c. à d. homogène), dense, avec un seul cil caudal. Leur région buccale est une cavité antérieure de petite taille, peu visible, surplombée par le lobe frontal du corps, contenant un court paroral et trois petits polycinétides oraux. Leur macronoyau est une ellipsoïde parfois allongée. Leur micronoyau peut être multiple. Vacuole contractile et cytoprocte sont présents. Ils sont bactérivores et détritivores.

## Habitat
Les Entorhipidium vivent dans des habitats marins sous forme d'endocommensaux dans les intestins des oursins.

## Liste des espèces
Selon GBIF (24 mai 2024) :
- Entorhipidium echini Lynch, 1929 espèce type
- Entorhipidium fukuii Uyemura, 1934
- Entorhipidium multimicronucleatum Lynch, 1929
- Entorhipidium multinucleatum Lynch, 1929
- Entorhipidium pilatum Lynch, 1929
- Entorhipidium tenue Lynch, 1929

## Systématique
Le nom valide complet (avec auteur) de ce taxon est Entorhipidium Lynch (d), 1929,. 

## Publication originale
- (en) James Eric Lynch, « Studies on the ciliates from the intestine of Strongylocentrotus. I. Entorhipidium gen. nov. », University of California Publications in Zoology, États-Unis, vol. 33,‎ 1929, p. 27-56 (ISSN 0068-6506, e-ISSN 1559-3215).